# Padang Rindu
Padang Rindu is een bestuurslaag in het regentschap Lampung Barat van de provincie Lampung, Indonesië. Padang Rindu telt 629 inwoners (volkstelling 2010).